# Scirè (sommergibile)
La Scirè è stato un sommergibile della Regia Marina, famoso per aver trasportato i Siluri a lenta corsa autori dell'impresa di Alessandria.
Il sommergibile prese il nome dalla regione dello Scirè in Etiopia, teatro di una omonima battaglia tra le truppe italiane ed abissine nel corso della guerra d'Etiopia (1936).

## Storia

### Prime missioni
Varato al Muggiano il 6 gennaio 1938, madrina fu la signora Adelaide Mori Gasparrini, moglie del CC Luigi Gasparrini, in quel momento comandante del sommergibile Malachite di base a La Spezia. Il 25 aprile ne assunse il comando il CC Alessandro Michelagnoli, svolgendo anche le mansioni di capo dell'11ª squadriglia sommergibili.
Il battello poi ricevette il 19 giugno seguente la bandiera di combattimento, offerta dal Fascio femminile di Pistoia, madrina la signora Anita Baldi. Trasferitosi a Lero il 16 novembre 1938 partendo da Taranto il 14, dove si era trasferito con il resto della sua squadriglia (sommergibili Gondar, Neghelli e Ascianghi), ricevette lo Stendardo nell'isola del Dodecaneso il 17 maggio 1939; Per tutto il periodo in Egeo il sommergibile fu agli ordini del tenente di vascello Riccardo Lesca (dal 17 ottobre 1938 al 23 giugno 1940).
Lo Sciré ritornò in Italia partendo da Lero l'8 gennaio 1940, e via Gallipoli (11-13 gennaio), raggiunse Messina il 14 gennaio 1940. In seguito raggiunse La Spezia, sua base di ascrizione, per eseguirvi piccole manutenzioni di garanzia in arsenale.
Alla data dell'entrata dell'Italia nel secondo conflitto mondiale era di base a La Spezia, inquadrato nella XV Squadriglia del I Grupsom. Nuovo Comandante dell'unità fu il tenente di vascello di complemento Adriano Pini dal 24 giugno 1940.
In giugno operò al largo di Capo Noli e Capo dell'Armi, senza risultati.
In luglio operò invece a nordovest dell'Asinara ed 10 luglio, verso le otto di sera, incontrò il piroscafo francese Cheik (1057 tsl e ormai neutrale) nei pressi dell'Asinara, colpendolo con un siluro ed affondandolo alle 20.30; ne soccorse poi l'equipaggio.

### Gli attacchi a Gibilterra
Si decise poi l'assegnazione del sommergibile alla X Flottiglia MAS e la sua conversione a mezzo «avvicinatore» di SLC.

1942: lo Scirè con i contenitori per tre mezzi d'assalto SLC sul ponte di coperta

Nell'agosto-settembre 1940 il sommergibile fu quindi modificato per il nuovo uso: furono rimossi il cannone da 100/47 Mod. 1935 e le sue munizioni, due siluri ed altro materiale superfluo; vennero ridotte le dimensioni della torretta; sul ponte di coperta del sommergibile furono collocati tre cilindri a tenuta stagna (uno a proravia della torretta e due a poppavia di essi, affiancati), nei quali potevano essere contenuti altrettanti SLC. Questi cilindri, di 2,8 tonnellate di peso, potevano reggere fino a 90 metri di profondità.
Per mimetizzare al meglio il sommergibile, lo Scirè venne ricolorato con una «pallida tinta verdolina», che si era dimostrata la più adatta per confonderlo col cielo notturno. Altro provvedimento per camuffare il sommergibile fu il dipingere, al di sopra di parte della pittura verde, la sagoma di un peschereccio con la prua in direzione opposta a quella che era l'effettiva prua dello Scirè. Al comando del sommergibile fu destinato il capitano di corvetta Junio Valerio Borghese dall'11 settembre 1940.
Con lo Scirè la Xª Flottiglia MAS avrebbe impostato una nota serie di operazioni che sarebbe culminata con la celebre incursione nel porto di Alessandria d'Egitto.
Il 24 settembre 1940 il sommergibile lasciò La Spezia per l'operazione «B.G. 1», un attacco di tre SLC contro la base britannica di Gibilterra. Il 29 settembre, quando lo Scirè era ad una cinquantina di miglia dal porto dello stretto, gli fu ordinato di interrompere la missione e fare rotta per La Maddalena: la Forza H – la formazione navale inglese con base a Gibilterra, obiettivo dell'attacco – era partita per un'operazione di supporto a dei convogli, privando così la missione del suo obiettivo. Da La Maddalena il sommergibile rientrò poi a La Spezia.
Fu quindi organizzato un nuovo attacco contro Gibilterra, l'operazione «B.G. 2». Il sommergibile salpò dalla base ligure alle 5.15 del 21 ottobre, recando a bordo i tre SLC con 6 operatori: il capitano del Genio Navale Teseo Tesei con il sergente palombaro Alcide Pedretti, il tenente di vascello Gino Birindelli con il secondo capo palombaro Damos Paccagnini, il tenente di vascello Luigi Durand de la Penne con il secondo capo palombaro Emilio Bianchi.
Alle 20.30 del 26 ottobre, arrivato nell'area prevista, il sommergibile venne a galla a circa 44 miglia da Punta Europa; due ore dopo, mentre procedeva in emersione a breve distanza da Punta Almina, fu obbligato all'immersione dall'avvistamento di due cacciatorpediniere, dovendo quindi rinviare il passaggio nello stretto. Il sommergibile tentò infruttuosamente per due notti di passare lo stretto; ci riuscì – in immersione, con molte difficoltà – il 29. Alle 11.45 di quel giorno si posò su un fondale di 72 metri, nella baia di Tolmo, e vi rimase sin verso le cinque del pomeriggio, quando il riflusso della marea iniziò a spingerlo più in profondità; portatosi quindi a 57 metri, venne in emersione alle 20.35. Diresse quindi per Gibilterra in affioramento sino a quando, alle 21.05, inquadrato da un proiettore costiero, dovette proseguire in immersione, con alcuni problemi. Provò due volte a passare lo sbarramento in emersione, ma i tentativi fallirono e le navi inglesi lo cannoneggiarono senza colpirlo. All'1.21 del 30 ottobre si posò su un fondale di dieci metri a 350 metri dalla riva ed alle 2.19 rilasciò gli SLC.
La missione risultò fallimentare per il fatto che nessuna nave assegnata come obiettivo venne affondata, tutti e tre gli SLC mostrarono problemi tecnici. Quello di Tesei, abbandonato dall'equipaggio per gli inconvenienti riscontrati allo stesso oltre che agli autorespiratori, una volta avviato verso sud, cambiò da solo direzione e finì per arenarsi con l'elica ancora in moto sulla spiaggia di La Línea, in territorio neutrale (la cosa però non sfuggì agli inglesi, che – avendo sul posto un informatore dei servizi segreti – lo studiarono da lontano il più possibile, prima che gli spagnoli lo portassero in un arsenale). I due operatori rientrarono poi in Italia con l'aiuto del Servizio Informazioni Militari, come anche Durand de la Penne e Bianchi, che avevano raggiunto la costa a nuoto dopo che il loro mezzo si era guastato ed era affondato. Quello di Birindelli arrivò a circa 70 metri dall'obiettivo designato, la corazzata Barham, dopodiché il motore si fermò e l'SLC smise di funzionare. Dopo aver trascinato da solo sul fondo per 30 minuti il mezzo cercando di avvicinarsi alla corazzata, ormai esausto, Birindelli decise di far esplodere la carica lasciando l'apparecchio dove si trovava: una volta rientrato da tre anni di prigionia, a Birindelli venne concessa la Medaglia d'Oro al Valor Militare. Lo Scirè, nel frattempo, aveva intrapreso la navigazione di rientro: il sommergibile attraccò a La Spezia la sera del 3 novembre.
Il comandante Borghese venne insignito della Medaglia d'Oro al Valor Militare per l'audace impresa di avvicinamento alla base nemica di Gibilterra.
La missione fu di prezioso insegnamento per le missioni future: si era dimostrato che i mezzi (SLC e autorespiratori) erano ancora da mettere a punto, che l'avvicinamento del sommergibile al porto era fattibile, che era possibile passare le ostruzioni di Gibilterra, che gli operatori avevano le capacità fisiche per effettuare la missione.
Il comandante Borghese aveva inoltre rilevato che, prima di uno sforzo eccezionale quale era quello della missione, non era raccomandabile trasportare e relegare gli operatori dei mezzi d'assalto in un ambiente chiuso, ristretto e non ben ventilato come poteva essere il sommergibile avvicinatore. Per ovviare a questa necessità decise di utilizzare per le successive missioni a Gibilterra una base di appoggio, costituita dalla nave cisterna Fulgor che era internata a Cadice fin dall'inizio della guerra. In futuro gli operatori avrebbero raggiunto la Spagna in aeroplano, poi si sarebbero trasferiti a bordo della nave usando mezzi indipendenti, predisposti appositamente da agenti della Marina che erano basati in Spagna.
Verso la fine del gennaio 1941, essendo partita da Gibilterra, diretta verso est, la Forza H britannica (lo scopo era bombardare Genova), lo Scirè tornò temporaneamente all'originario impiego e fu dislocato in agguato difensivo una ventina di miglia a sudest di Capo Mele; tuttavia, a causa del maltempo, la squadra navale britannica tornò in porto dopo aver attaccato con aerei la diga di Santa Chiara del fiume Tirso (il bombardamento fu poi comunque svolto il 9 febbraio 1941).
Il 15 maggio lo Scirè, tornato al ruolo di avvicinatore, salpò da La Spezia per l'operazione «B.G. 3», con a bordo i soli SLC. Il 22, alle 4.13, imboccò, in emersione, lo stretto di Gibilterra, emergendo alle 23.30 dell'indomani all'entrata del porto di Cadice e portandosi controbordo alla Fulgor. Imbarcò quindi gli operatori degli SLC (3 ufficiali e 3 sottufficiali), quelli di riserva (un ufficiale ed un sottufficiale) ed il capitano medico Bruno Falcomatà. La missione fu però costellata dagli imprevisti: uno degli operatori – il tenente di vascello Amedeo Vesco – si sentì male, uno degli SLC non poté partire obbligando i due operatori a trasferirsi sugli altri due mezzi come “terzi uomini”; una volta nel porto, i due SLC andarono però in avaria, un secondo operatore – il capitano del Genio Navale Antonio Marceglia – si sentì male e l'operazione fallì con la perdita dei mezzi, mentre gli equipaggio dovettero raggiungere il territorio spagnolo a nuoto.

#### Operazione B.G. 4
Seguì l'operazione «B.G. 4». Il 10 settembre 1941 lo Scirè lasciò La Spezia per la quarta volta, con a bordo gli SLC 140, 210 e 220, ed il 18, a Cadice, fu effettuato il trasbordo degli operatori: al tenente di vascello Decio Catalano ed al sottocapo palombaro Giuseppe Giannoni fu assegnato l’SLC 140, al sottotenente di vascello Amedeo Vesco ed al sottocapo palombaro Antonio Zorzoli l’SLC 210 ed al tenente di vascello Licio Visintini ed al sottocapo palombaro Giovanni Magro l’SLC 220 (a questi si aggiungevano due uomini di riserva ed il tenente medico Giorgio Spaccarelli). Alle 23.30 del 19 settembre a Borghese fu comunicata la quantità e la posizione delle navi in rada a Gibilterra, il sommergibile si posò sul fondo del fiume Guadarranque ed all'1.07 del 20 furono rilasciati gli SLC. A differenza delle missioni precedenti, la «B.G. 4» fu un successo:
- l’SLC 140 piazzò una carica esplosiva sotto lo scafo del grande incrociatore ausiliario Durham (10.893 tsl[2]) che fu portato all'incaglio e messo fuori combattimento per parecchio tempo[9];
- l’SLC 210 minò la motocisterna Fiona Shell (2444 tsl[2]), che saltò in aria ed affondò spezzata in due[9];
- l’SLC 220 danneggiò la cisterna militare HMS Denbydale (8145 tsl[2]) che rimase a galla ma, spezzata in chiglia, non poté più muoversi e rimase bloccata nel porto come nave caserma e deposito carburanti sino alla demolizione[9][10].

### L'impresa di Alessandria
Tuttavia la missione più famosa, per la quale il sommergibile passò alla storia, fu l'operazione «G.A. 3» contro la base di Alessandria d'Egitto, svoltasi nel dicembre 1941. Il sommergibile, dopo aver imbarcato a bordo tre siluri a lenta corsa, salpò il 3 dicembre da La Spezia e raggiunse Lero il 9 di quel mese. Il 12 furono imbarcati gli uomini destinati ad operare con i tre SLC: Durand de La Penne e Bianchi per l’SLC 221, il capitano del Genio Navale Antonio Marceglia ed il sottocapo palombaro Spartaco Schergat per l’SLC 230, il capitano Armi Navali Vincenzo Martellotta ed il capo palombaro Mario Marino per l’SLC 223. Il 14 dicembre lo Scirè lasciò Lero e, portatosi ad Alessandria, stazionò in attesa che i ricognitori della Regia Aeronautica dessero la certezza della presenza nel porto degli obiettivi: le corazzate britanniche Queen Elizabeth e Valiant. Il 17 questa conferma giunse ed il sommergibile diresse per il porto alessandrino; verso le 2.15 del 18, giunto in zona di campi minati, si portò a 60-100 metri di profondità e proseguì così per una dozzina di ore, giungendo (intorno alle 15), dato che il fondale risaliva in vicinanza della riva, a toccare il fondo a circa 50 metri, proseguendo “strisciando” sul fondale e fermandosi infine alle 18.40, a 17 metri di profondità, «a 1,3 miglia nautiche, per 356° dal Fanale del molo di ponente del porto commerciale di Alessandria». Tra le 20.47, momento in cui venne in affioramento, e le 21.30 furono rilasciati, nonostante alcuni problemi (il tenente medico Spaccarelli si sentì male e i portelli dei cilindri non poterono essere richiusi) gli SLC. Lo Scirè, durante il rientro, dovette per due volte venire in superficie per chiudere i portelli dei contenitori, rischiando l'individuazione, ma infine giunse senza altri problemi a Lero il 21, rientrando poi a La Spezia il 29 dopo aver percorso 3500 miglia. L'impresa di Alessandria fu, per i suoi risultati, la meglio riuscita della X Mas:
- Durand de la Penne e Bianchi danneggiarono gravemente la Valiant, che necessitò di quattro mesi di riparazioni;
- Marceglia e Schergat colsero un successo ancor maggiore ponendo fuori uso la Queen Elizabeth – nave di bandiera dell'ammiraglio Andrew Browne Cunningham, comandante della Mediterranean Fleet –, che rimase fuori combattimento per un anno e mezzo;
- Martellotta e Marino ottennero un duplice risultato in quanto, minando la nave cisterna Sagona (7554 tsl[2]), danneggiarono non solo quella stessa nave, ma anche il cacciatorpediniere HMS Jervis, che le si era affiancato (e rimase ai lavori per un mese)[11].

Il successo dell'impresa fece notevole scalpore anche oltre oceano, poiché il porto di Alessandria era ritenuto inespugnabile. Tutti gli operatori degli SLC che avevano penetrato il porto vennero catturati e rientrarono in servizio dopo l'armistizio e furono tutti decorati con la Medaglia d'Oro al Valor Militare, così come il comandante Borghese e la bandiera dello Scirè (una delle tre sole unità navali della Regia Marina ad aver ricevuto tale decorazione); l'equipaggio del sommergibile ricevette i complimenti del capo di Stato Maggiore della Marina, ammiraglio Arturo Riccardi.
L'8 marzo 1942 Borghese, posto anche al comando della sezione subacquea della X MAS, e il 28 maggio seguente, fu sostituito nel comando dello Scirè dal tenente di vascello Bruno Zelik.

### L'attacco ad Haifa e l'affondamento

Bruno Zelik in camera manovra

Il sommergibile rimase in porto sino al luglio 1942, quando fu pianificata l'operazione «S.L. 1»: l'attacco ad Haifa. Il sommergibile in questa occasione non avrebbe trasportato SLC, bensì undici «uomini Gamma» (subacquei incursori), di cui due ufficiali e nove sottufficiali e marinai. Il 27 luglio 1942 lo Scirè, al comando di Bruno Zelik, lasciò La Spezia ed il 2 agosto giunse a Lero.
Il 6 agosto partì per l'"operazione S.L. 1" contro il porto britannico di Haifa dove doveva lasciare dei sommozzatori del Gruppo Gamma che avrebbero forzato il porto per applicare delle cariche esplosive su alcune navi britanniche ormeggiate. L'azione si sarebbe dovuta svolgere la notte del 10 agosto che era di novilunio. Comunicò più volte con la base di Rodi ove si trovava il capitano di corvetta Max Candiani, comandante a terra dell'operazione. Dopo il 10 agosto lo Scirè non diede più notizie: invano si continuò a cercare di contattare il sommergibile sino al 18 del mese e, quando si rese evidente la realtà, il 31 agosto l'unità fu dichiarata scomparsa in mare in azione di guerra.
Sul suo diario Candiani il 17 agosto annotò:
(Capitano di corvetta Max Candiani il 17 agosto 1942)
Solo successivamente fu possibile accertare la sorte toccata al sommergibile. Per le comunicazioni con il comando gli italiani si affidarono ai tedeschi, ignari che il sistema di crittazione Enigma era stato violato. In questo modo i britannici, individuato il sommergibile durante l'avvicinamento, lo fecero arrivare indisturbato in prossimità dell'imboccatura del porto per poterlo colpire da più direzioni e chiudendogli la via di fuga. Alle 10.30 lo Scirè, individuato da aerei, fu attaccato con bombe di profondità dalla corvetta HMS Islay: seriamente danneggiato ed emerso per evitare la morte di tutto l'equipaggio, il sommergibile fu subito bersagliato dalle batterie costiere che, colpendolo nella torretta ed a prua di essa, ne provocarono il rapido affondamento con la chiglia spezzata prima che l'equipaggio potesse abbandonarlo. Dopo l'affondamento l’Islay effettuò un ultimo passaggio con il lancio di altre sei cariche di profondità, per completare la distruzione dello Scirè.

#### Morti
Sullo Scirè affondato furono sganciate altre bombe. Sebbene non sia certo, è molto probabile che, dopo l'affondamento, all'interno dello Scirè fossero rimasti vivi alcuni uomini, intrappolati in compartimenti non allagati, e che fossero rimasti uccisi dallo scoppio delle ultime bombe dell’Islay. A supporto di tale ipotesi vi sono i seguenti elementi:
- il ritrovamento sulla spiaggia di Haifa, il 14 agosto, dei corpi del capitano commissario Egil Chersi e del secondo capo Eugenio Del Ben, due dei «Gamma» imbarcati sul sommergibile[13]: non sembrando infatti possibile che i due cadaveri siano fuoriusciti casualmente dal relitto del sommergibile, è probabile che i due incursori fossero riusciti ad uscire dal relitto posato sul fondale (ma non del tutto allagato) subito dopo l'affondamento, venendo uccisi dalla concussione delle ultime bombe gettate dall’Islay;
- il ritrovamento, durante i lavori – svoltisi nel 1984 – di recupero dei corpi, dello scheletro di un uomo all'interno di una garitta di fuoriuscita d'emergenza (che fa pensare che si trattasse di un sopravvissuto che stava cercando di uscire)[16];
- il dato che, sempre nel 1984, gran parte dei corpi sia stata rinvenuta nella zona poppiera del sommergibile: come se lì si fossero radunati perché la zona prodiera si era allagata[18].

Con lo Scirè perirono il comandante Zelik, altri 6 ufficiali, 15 sottufficiali, 19 sottocapi, 8 marinai dell'equipaggio e due ufficiali, 4 sottufficiali, 2 sottocapi e 3 marinai incursori della X MAS.
Il sommergibile aveva svolto 14 missioni di guerra, percorrendo 14.375 miglia in superficie e 1590 in immersione.

### Eventi successivi

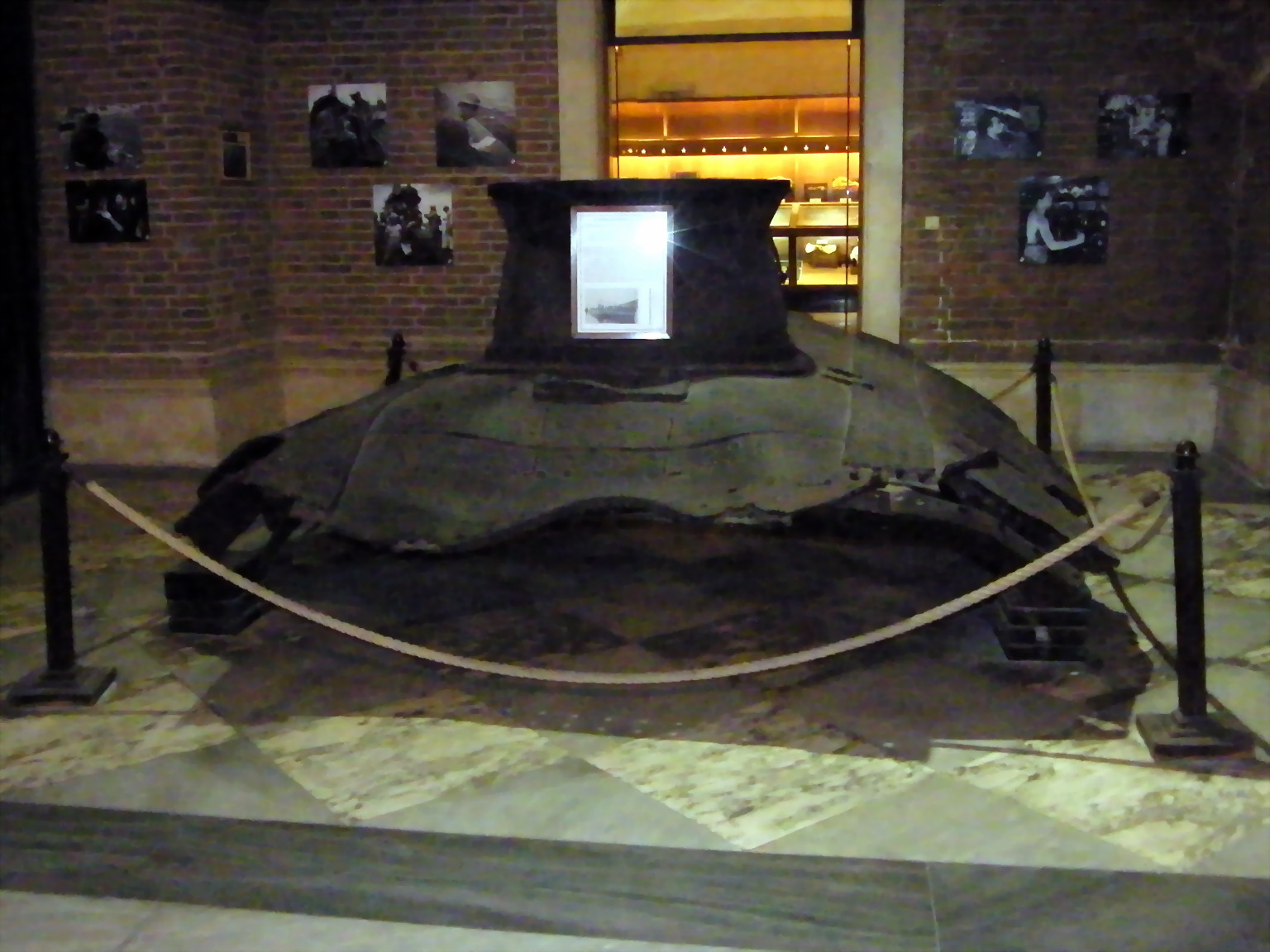
I resti del sommergibile al Vittoriano

Dopo la costituzione dello stato di Israele il suo relitto – che giace su un fondale di 35 metri, spezzato in chiglia – venne fatto oggetto di incursioni da parte degli uomini dello Shayetet 13.
Dopo un patto raggiunto dai governi di Italia e Israele, dal 2 settembre al 28 settembre 1984 si sono svolti, ad opera della nave appoggio Anteo della Marina Militare Italiana, le operazioni di recupero di 42 salme.
In questa occasione sono state anche recuperate varie parti dello scafo, rimosse in un precedente tentativo di recupero. Si tratta di parti della portelleria, vari pezzi del fasciame e due cilindri contenitori dei siluri a lenta corsa. Le parti del relitto recuperate sono conservate al museo della base navale di Augusta, al Museo navale di Imperia,  all'Arsenale della Spezia e all'Arsenale di Venezia, mentre il basamento del cannone con parte del fasciame è conservato al Sacrario delle bandiere al Vittoriano.
Nel 2002 il relitto è rimasto danneggiato in un incidente dalla dinamica poco chiara: secondo alcune fonti alcune unità della US Navy (fra cui la USS Apache) avrebbero cercato di recuperare, nel corso di un'esercitazione congiunta con forze israeliane, il relitto, mentre secondo altre si sarebbe trattato semplicemente dell'incaglio – accidentale – delle ancore di tali unità nel relitto dello Scirè. Successivamente a tale evento subacquei della Marina Militare hanno provveduto a sigillare il relitto per impedire a subacquei di penetrarvi.
Il 18 dicembre 2004, nell'anniversario dell'attacco di Alessandria d'Egitto, alla presenza della MOVM Emilio Bianchi, è stato varato un nuovo sottomarino con il nome Scirè.
Il 25 settembre 1999, nella città di Cava de' Tirreni è stata intitolata una strada al sommergibile Scirè e scoperta una targa in memoria dei caduti. A bordo dello Scirè c'era anche un cavese, il sottocapo Mario Capuano. La strada è una traversa di Via Gen. Sabato Martelli Castaldi, partigiano, insignito di Medaglia d'oro al valor militare alla memoria, trucidato alle Fosse Ardeatine.

## Comandanti
- capitano di corvetta Alessandro Michelagnoli dal 25 maggio al 16 ottobre 1938;
- tenente di vascello Riccardo Lesca dal 17 ottobre 1938 al 23 giugno 1940;
- tenente di vascello complemento Adriano Pini dal 24 giugno al 10 settembre 1940;
- capitano di corvetta Junio Valerio Borghese dall'11 settembre 1940 al 27 maggio 1942;
- tenente di vascello Antonio Ursano (interinale) dal 29 dicembre 1940 al 15 febbraio 1941 (in porto);
- tenente di vascello Teucle Meneghini (interinale) dal 2 al 5 febbraio 1941 (in mare)];
- capitano di corvetta Bruno Zelik dal 28 maggio al 10 agosto 1942.